# Hovby församling
Hovby församling var en församling i Skara stift och i Lidköpings kommun. Församlingen uppgick 2006 i Sävare församling. 

## Administrativ historik
Församlingen har medeltida ursprung. Församlingen införlivade efter 1546 Östby församling.
Församlingen var till 1677 och mellan 1861 och 1962 annexförsamling i pastorat med Norra Härene församling som moderförsamling. Mellan 1677 och 1860 i pastorat med Lidköpings församling som moderförsamling och från 1962 till 2006 i pastorat med Sävare församling som moderförsamling. Församlingen uppgick 2006 i Sävare församling.

## Kyrkor
- Hovby kyrka